# Nhai Xế
Nhai Xế hay còn gọi là Nhai Tí hay Nhai Xả là đứa con thứ bảy của rồng trong truyền thuyết Long sinh cửu tử.

## Hình dáng
Nhai Xế, Nhai Tí hay Nhai Xả là loài mình rồng, đầu chó sói mắt luôn trừng to đầy sát khí, cương liệt hung dữ, khát máu hiếu sát, thích chém giết chiến trận. Vì thế Nhai Xế được khắc ở thân vũ khí: ngậm lưỡi phủ, lưỡi gươm đao, trên vỏ gươm, chuôi cầm của khí giới để thêm phần sát khí, ngụ ý thị uy, làm tăng thêm sức mạnh và lòng can đảm của các chiến binh nơi trận mạc.

## Trong phong thủy
Trong phong thủy, có tính hóa sát, sẽ giúp ích những người trong các trò đặt cược. Vì thế mà những con bạc hay những người muốn kiếm được nhiều tiền đều thích hợp giữ Nhai Xế, Nhai Tí hay Nhai Xả bên mình hoặc trang trí trong nhà. Vì Nhai Xế Nhai Xế, Nhai Tí hay Nhai Xả có tính hóa sát, tốt hơn nên đặt bên cạnh những con dao, vì thế mà những vật may mắn đặt trên những con dao nếu không phải vật thường gặp như Long phong thì ắt sẽ là Nhai Xế.